# Tygarrup singaporiensis
Tygarrup singaporiensis är en mångfotingart som beskrevs av Verhoeff K. W. 1937. Tygarrup singaporiensis ingår i släktet Tygarrup och familjen storhuvudjordkrypare.
Artens utbredningsområde är Kambodja. Inga underarter finns listade i Catalogue of Life.